# Surb-Karabet-Kloster (Ararat)
Die Ruinen des Surb-Karabet-Klosters, auch Kloster St. Johannes der Täufer, (armenisch Սուրբ Յովհաննէս Կարապետ Վանք Surb Hovhannes Karapet Vank) waren eine im Anfang des 14. Jahrhunderts entstandene armenische Klosteranlage in der armenischen Provinz Ararat.

## Ort und Name
Surb (armenisch Սուրբ) bedeutet Heilig und Karabet (armenisch Կարապետ) bedeutet Vorbote, womit in der ostarmenischen Sprache Johannes der Täufer gemeint ist, bezogen auf die Stelle im Evangelium Der (Messias) wird nach mir kommen... (Joh. 1,27).
Der Klosterkomplex Surb Karabet befindet sich in der Gemeinde Lanjar (armen.: Լանջար), Provinz Ararat an der Nordseite des Urts-Gebirges in Armenien. Die acht Kilometer lange Surb Karabet’ vank’i p’voghots’ (armen.: Սուրբ Կարաբեթ վանքի փողոց; deutsch: Kloster-St.-Johannes-Straße) verläuft von Lanjar aus nach Westen direkt zu den Ruinen, kurz nach der verlassenen Ortschaft Moshaghbyur (armen.: Զինջիրլու; alter Name Zin jir lu, Զին ջիր լու).

## Geschichte
Eine zehnzeilige Inschrift innen an der Südwand der Kirche nennt den Architekten But, der die Kirche 1301 auf Veranlassung der Fürstin Gomtsa, der Ehefrau von Jalal aus dem armenischen Fürstengeschlecht Orbelian, errichtete.
Als erstes entstand die Kirche Heilige Mutter Gottes von Spitakvor (armen: Սպիտակավոր վանք); armen.: Spitakavor Surb Astvatsatsin, Սպիտակավոր Սուրբ Աստվածածին im Jahr 1301. Kurz darauf wurde der Glockenturm vollendet. Im Laufe des 14. Jahrhunderts entstanden das zweistöckige Mausoleum mit Grabeskirche der Fürsten von Orbelian sowie ein Gawit (auch Schamatun oder Zhamatum genannt), eine typische armenische Vorhalle, die profanen Zwecken diente. Der Gawit ist heute völlig zerstört.
Fürstin Gomtsa gab dem Kloster das Dorf Moshaghbyur (armen.: Զինջիրլու), früher Zin jir lu (armen.: Զին ջիր լու), als Eigentum. Moshaghbyur war zur damaligen Zeit eine bedeutende Siedlung.
Das Kloster versorgte sich durch eine Leitung aus gebrannten Tonrohren und ein Aquädukt mit Wasser aus den Urts-Bergen.
Im Laufe des Mittelalters wurde das Surb-Karabet-Kloster für sein Skriptorium bekannt.
Die Klosteranlage wurde immer wieder von Erdbeben getroffen; nach dem letzten schweren Beben 1678 wurde es aufgegeben, blieb jedoch ein Wallfahrtsort.
Die heute vorhandenen Klostergebäude wurden 1896 gebaut, das Klostergelände wurde ein Jahr später mit einer Mauer gesichert.
2015 wurde ein umfassender Renovierungsplan aufgestellt, mangels Geld jedoch noch nicht (Stand 2024) umgesetzt.

## Gebäude

### Die Kirche Heilige Mutter Gottes von Spitakavor

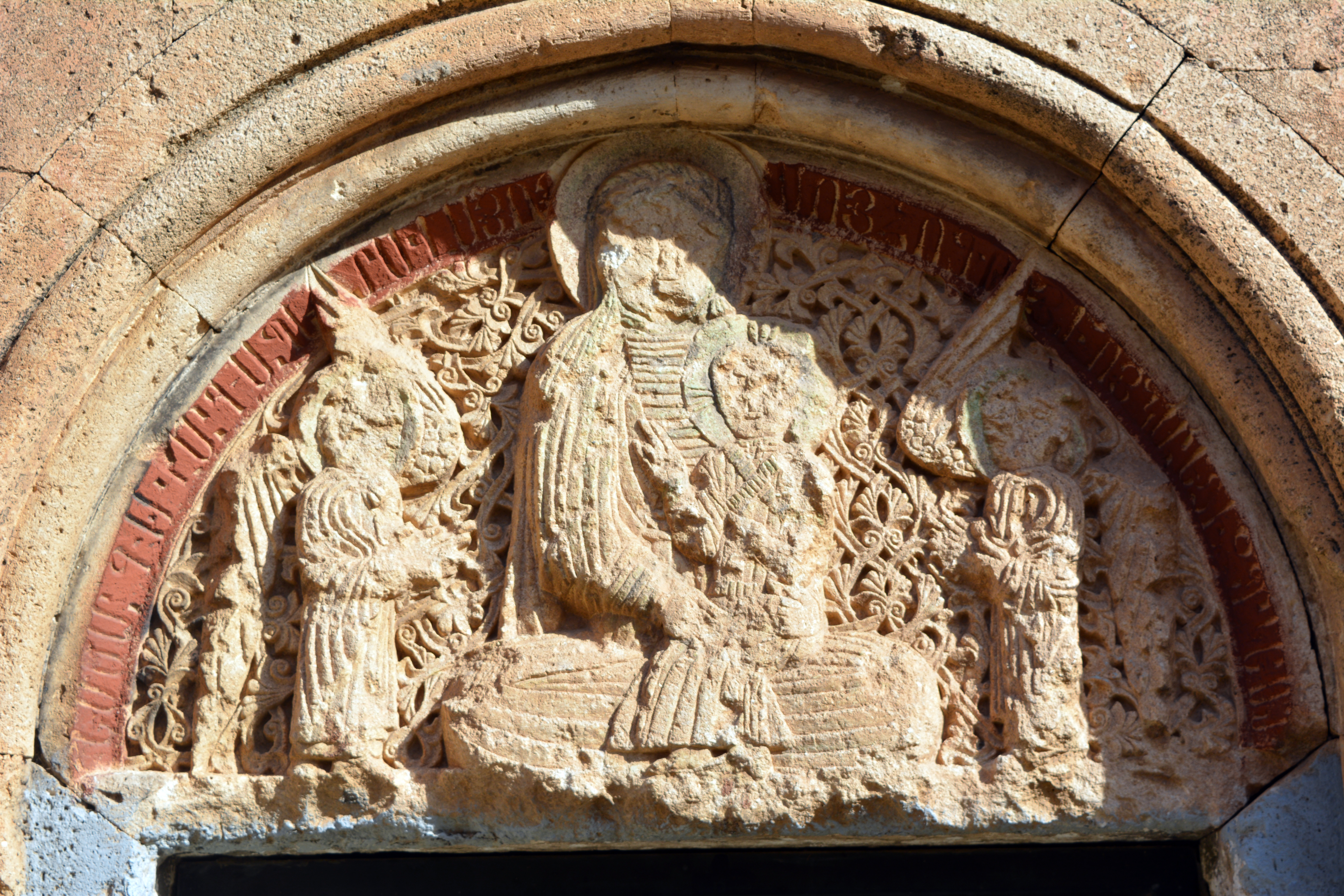
Marientympanon über dem Eingang der Kirche

Der Eingang der Kirche liegt im Westen. Über der Eingangstür befindet sich in einem Rundbogen ein Tympanon des armenischen Bildhauers Archimandrite Sargis. Es zeigt in der Mitte die Gottesmutter Maria auf einem Kissen sitzend, das Jesukind in ihren Armen haltend. Rechts und links von ihr stehen die beiden Erzengel Michael und Gabriel. Der Hintergrund besteht aus einem Blumengeflecht. Über dem Tympanon befindet sich eine ca. 80 cm große Figur, die Adam darstellt, umgeben von den Symbolen der vier Evangelisten: Adler, Ochse, Löwe und geflügelter Mensch. Beide Darstellungen weisen teilweise starke Zerstörungen auf.

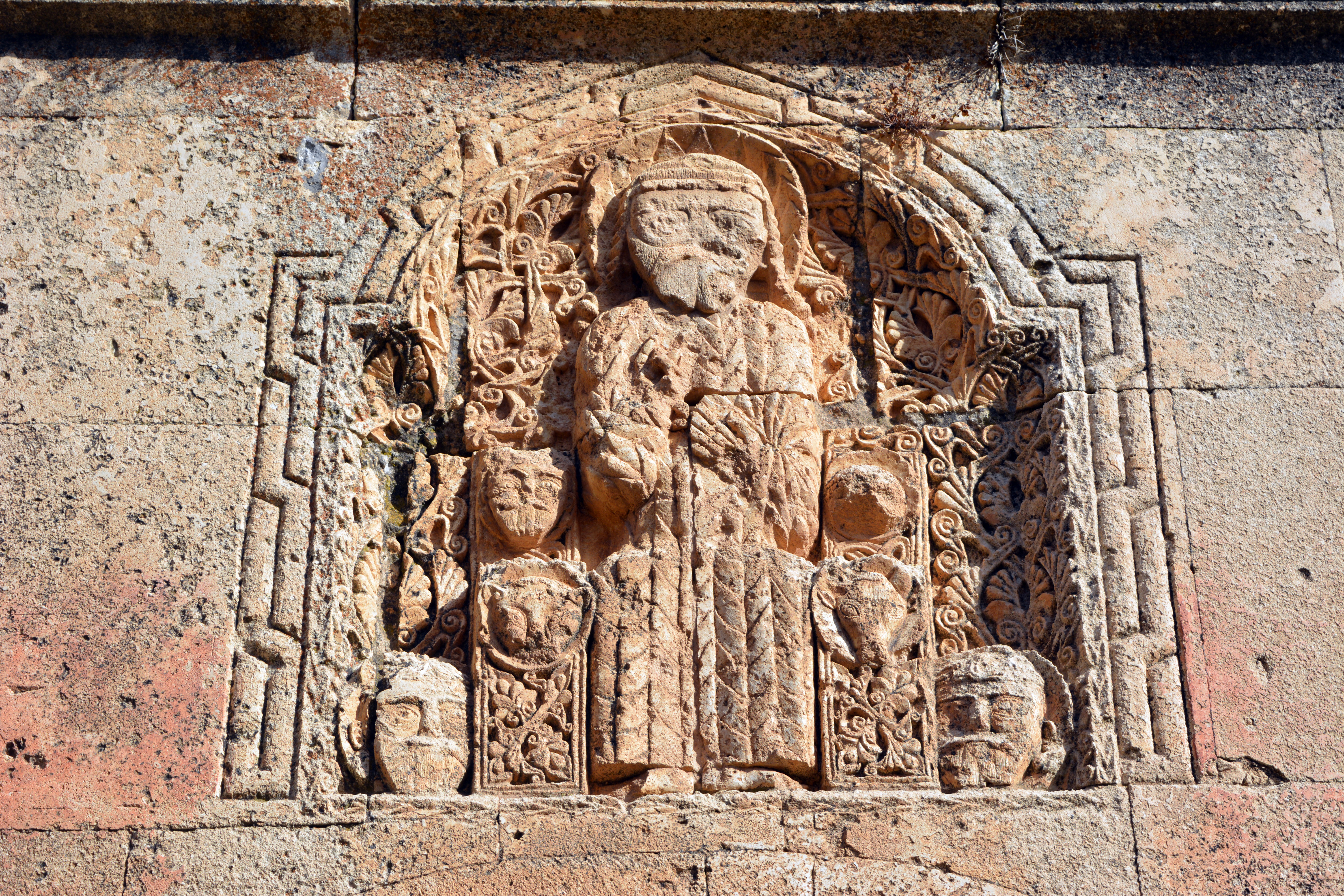
Adam mit den Evangelistensymbolen über dem Tympanon

Das Innere der Kirche besteht aus einer dreischiffigen gewölbten Halle mit einer zentralen Kuppel, die noch unversehrt ist. Der Tambour wurde mit schirmartigen Dachziegeln gedeckt. In der mittleren zweistöckigen Halle befindet sich der Altar, rechts und links daneben die niedrigeren Seitenschiffe.
Das Innere der Kirche ist schmucklos, bis auf einen Stein aus dem 14. Jahrhundert, der das Wappen der Fürstenfamilie Proshyan zeigt: einen Adler, der mit ausgebreiteten Schwingen einen Widder in den Klauen trägt. Auf der linken Stützsäule zum Altar befindet sich die Inschrift, die den Namen der Bauherrin und ihrer Kinder, des Architekten, des Bildhauers und des Priesters erwähnt.

### Gawit
Der ehemalige Gawit befindet sich an der Südwestseite der Kirche. Er war ein Gewölbebau mit rechteckigem Grundriss und war größer als die Kirche. Bis auf die Grundmauern ist nichts mehr zu sehen.

### Glockenturm
Vom Glockenturm, der sich westlich neben den Ruinen des Gawits befindet, sind nur noch ungefähr acht Meter erhalten. Er ist beim letzten großen Erdbeben eingestürzt.

### Friedhof
Auch der Friedhof wurde stark zerstört. Es sind jedoch einige Chatschkare (armen.: խաչքար), so genannte Kreuzsteine, erhalten, die aus dem 13. bis 16. Jahrhundert stammen. Besonders gut erhaltene Exemplare wurden auf dem Kirchhof aufgestellt; einer befindet sich jetzt vor dem Altar.

## Weitere Informationen
Die Kirche ist noch heute ein Heiligtum, zu dem Wallfahrten durchgeführt werden. Im Laufe der Jahrhunderte wurde auch von vielen Wundern berichtet. Die wichtigste Wallfahrt findet am 14. Januar statt, dem armenischen Gedenktag für Johannes den Täufer.
Die Anlage gehört zur Diözese Masjazotn (armen.: Մասյացոտն) im Erzbistum Ararat, das dem Katholikos von Armenien untersteht.

### Bildergalerie

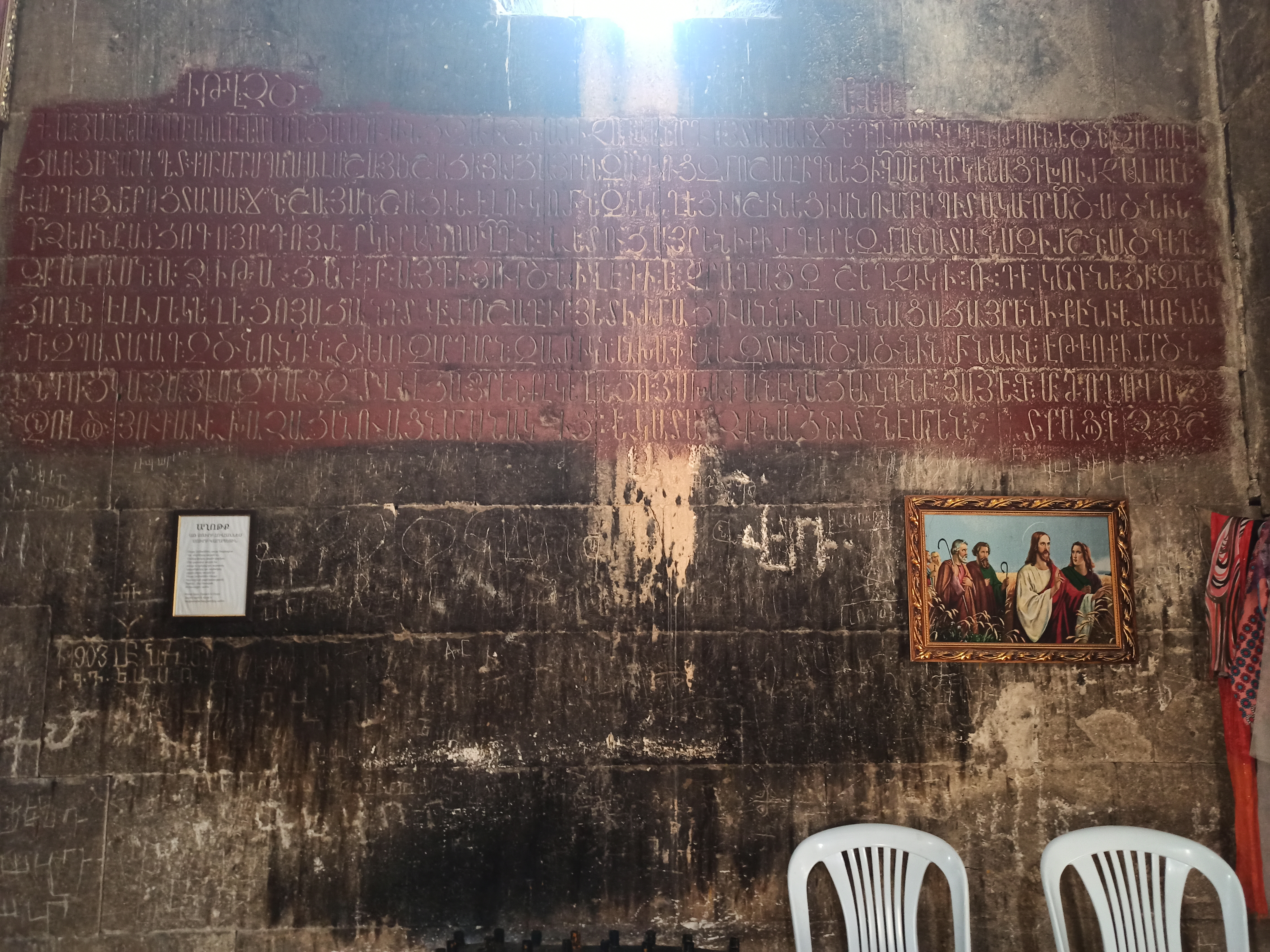
Inschrift in der Kirche, die u. a. Bauherr und Architekt nennt.
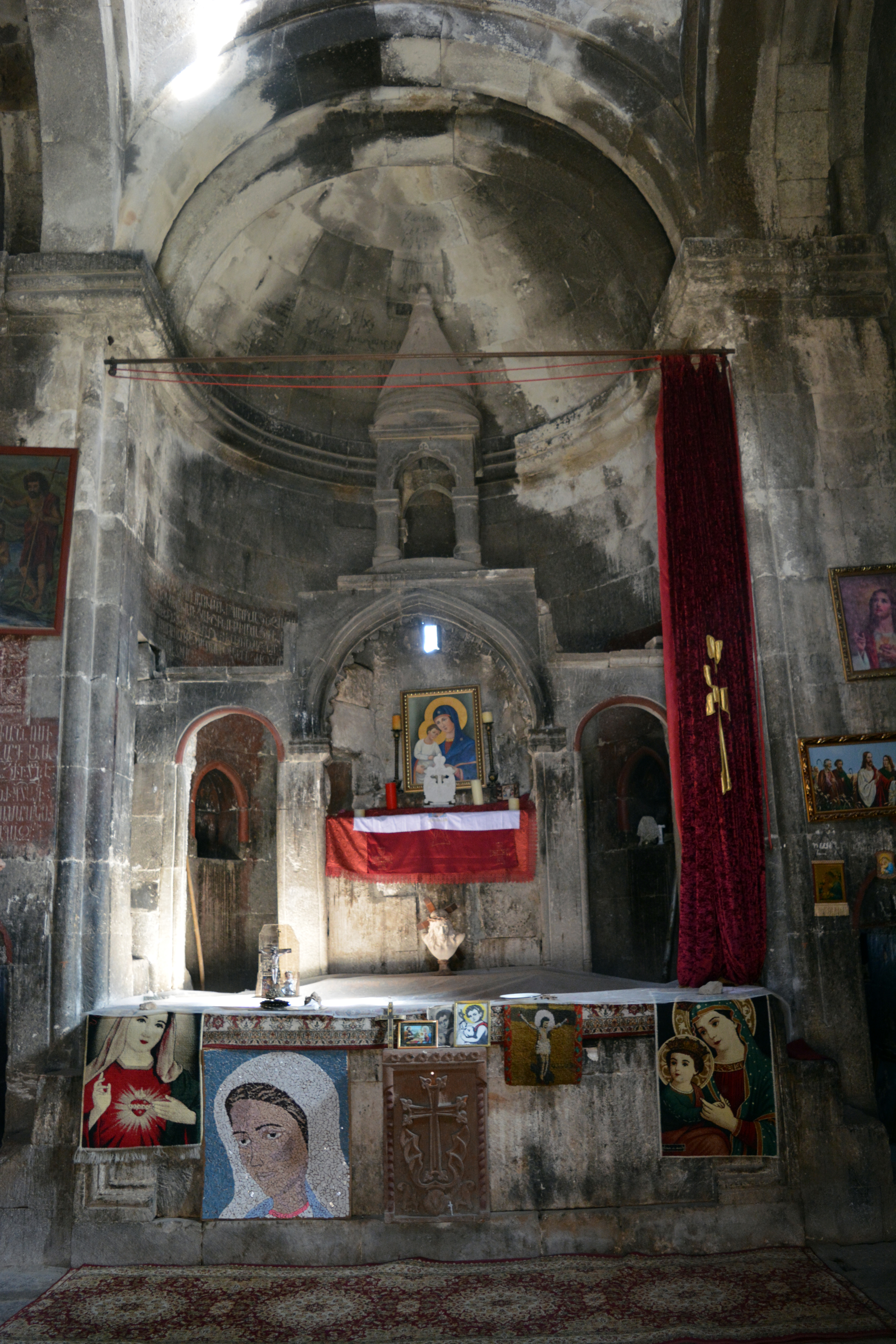
Altarraum heute.
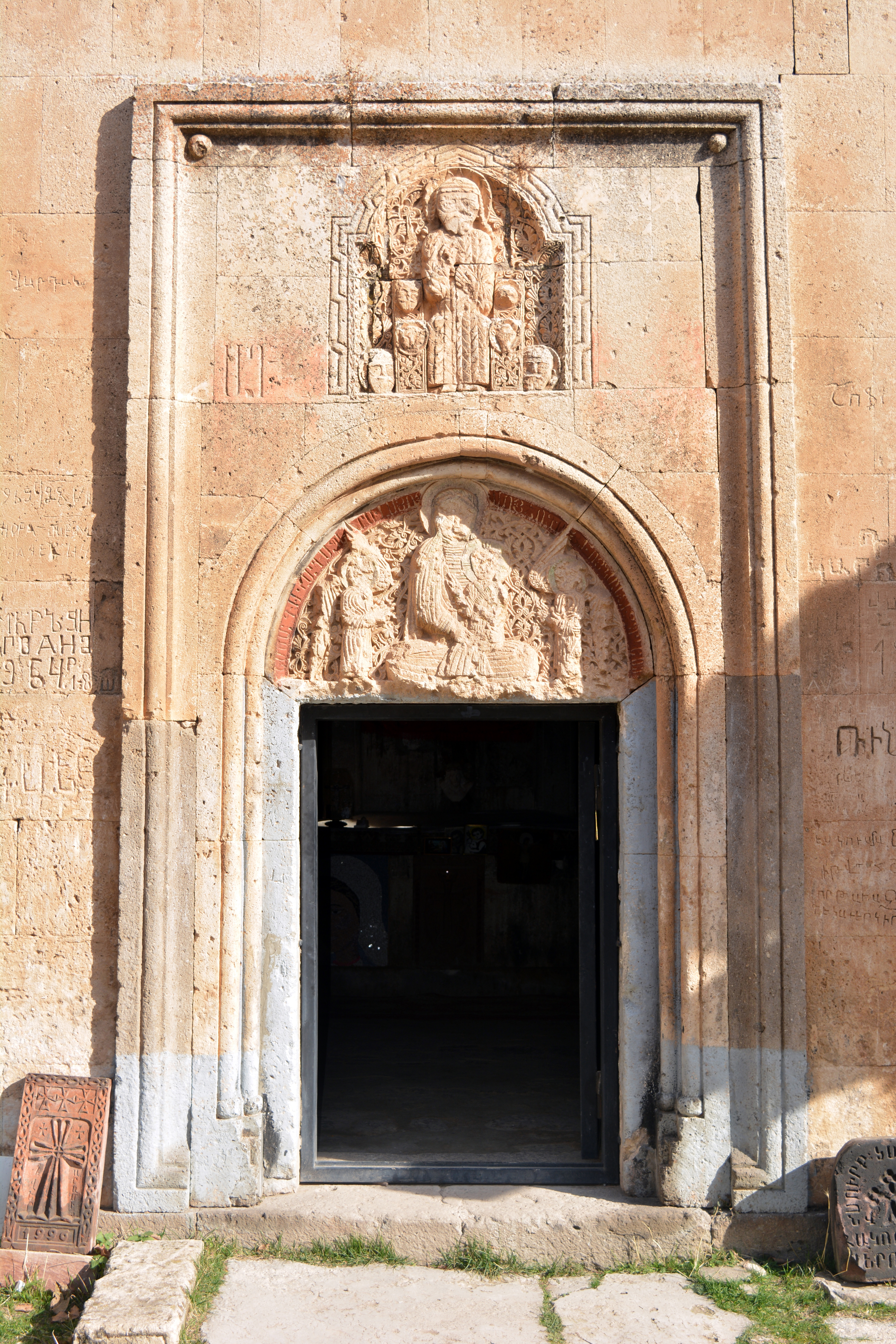
Eingang zur Kirche.
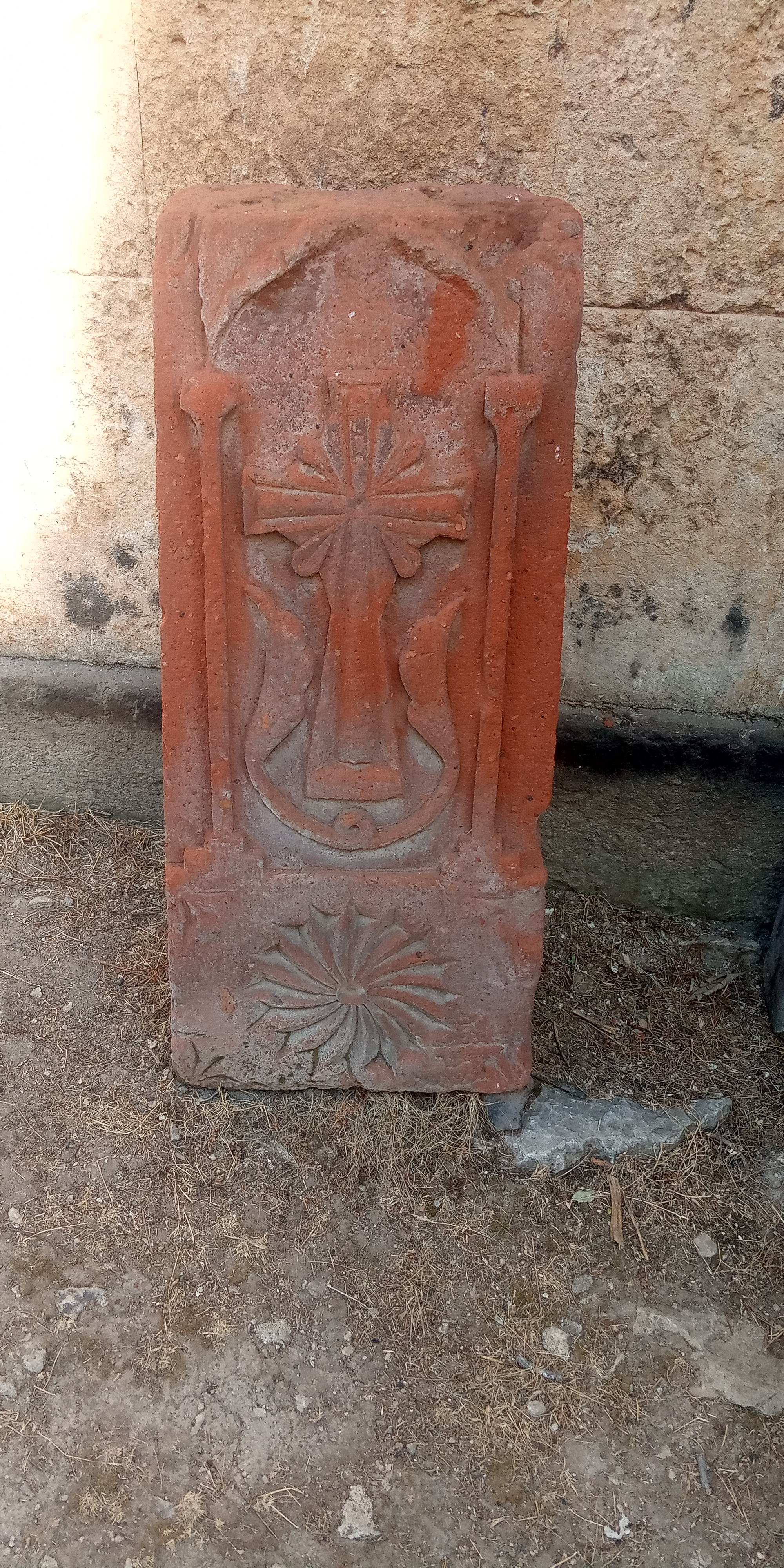
Chatschkar vor der Kirche.
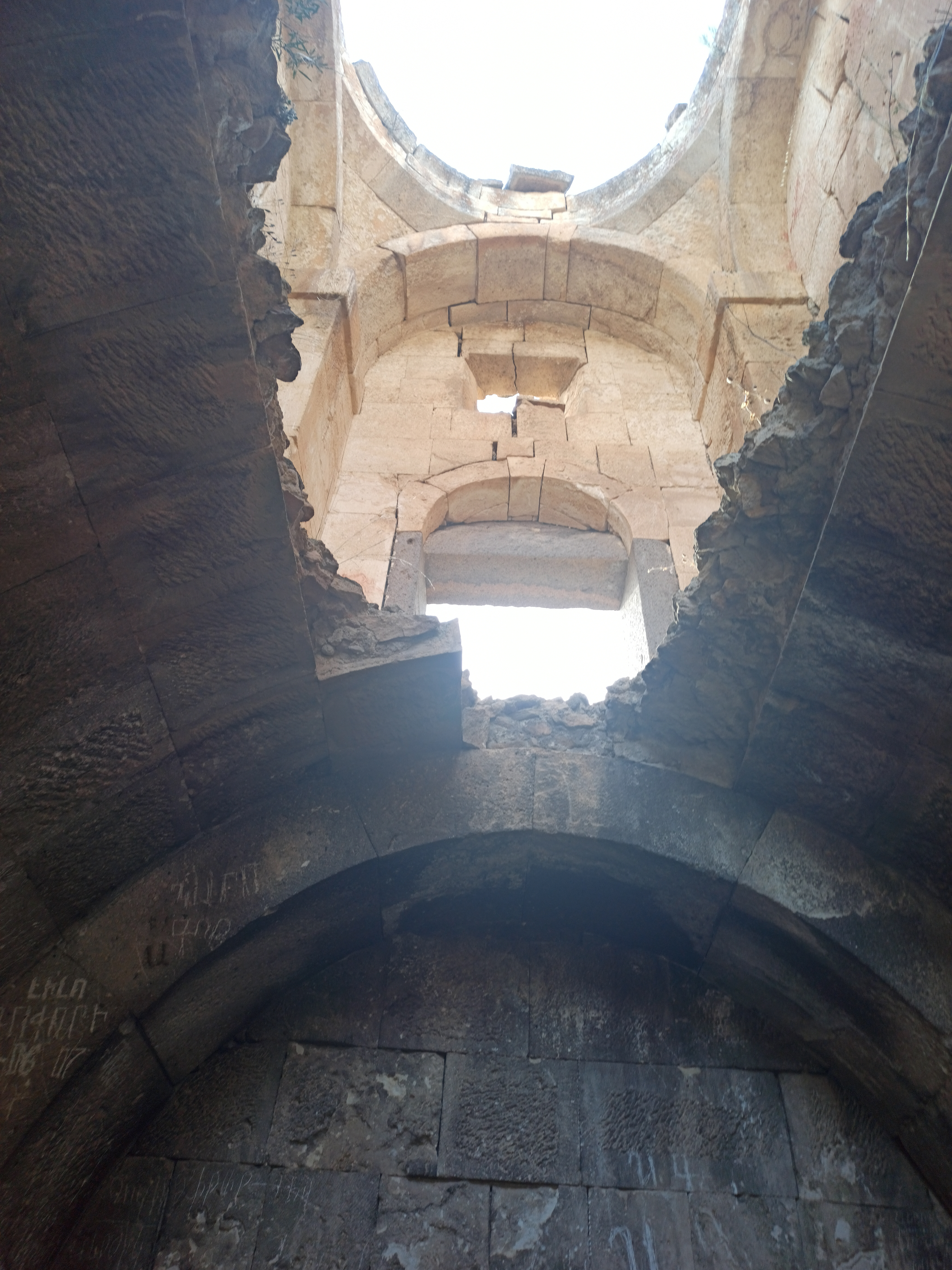
Glockenturm.
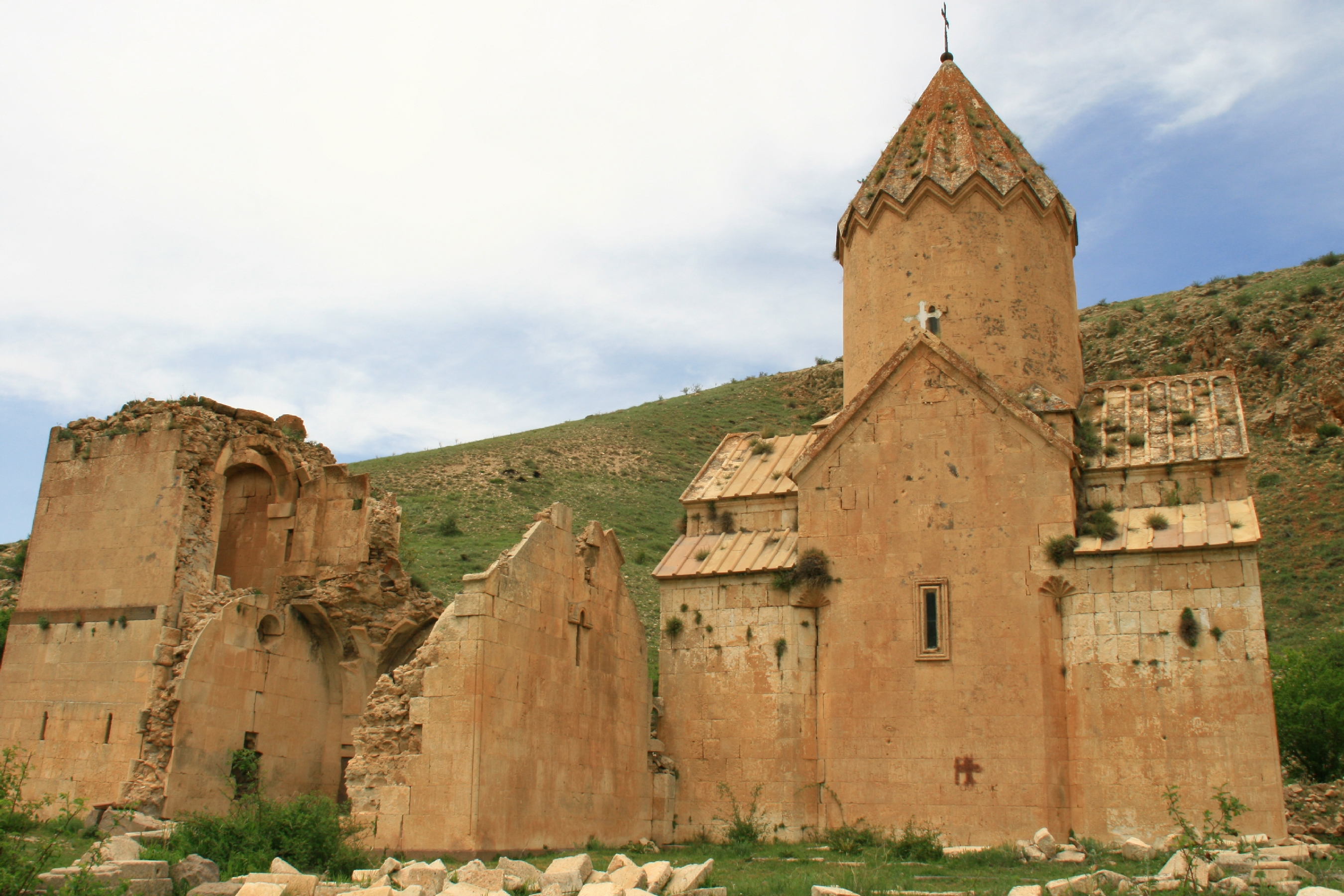
Kirche, Gawit und Glockenturm von Süden.